# Křemenáč (Plaská pahorkatina)
Křemenáč, místně označován jako Křemelák (495,4 m), je návrší u Stupna v obci Břasy severně od města Rokycany. Pro svoji archeologickou minulost je uvedeno v seznamu kulturních památek. Byly zde nalezeny stopy výšinného sídliště lidu tzv. chamské kultury.
Návrší obklopeno zástavbou, která zde vznikala postupně od druhé poloviny devatenáctého století na hranici stupenského a vranovského katastru a v roce 2001 měla 570 obyvatel ve 131 domech. Na okraji této zástavby směrem k Hornímu Stupnu se nachází budova obecního úřadu. Na vrcholu Křemenáče je vyhlídkové místo s dřevěnou lavičkou a jednoduchým zábradlím. Návrší nabízí krásný výhled do okolní krajiny. Je možné vidět celé okolí Břas i město Plzeň. V případě dobré viditelnosti dokonce i šumavské vrcholky.

## Historie

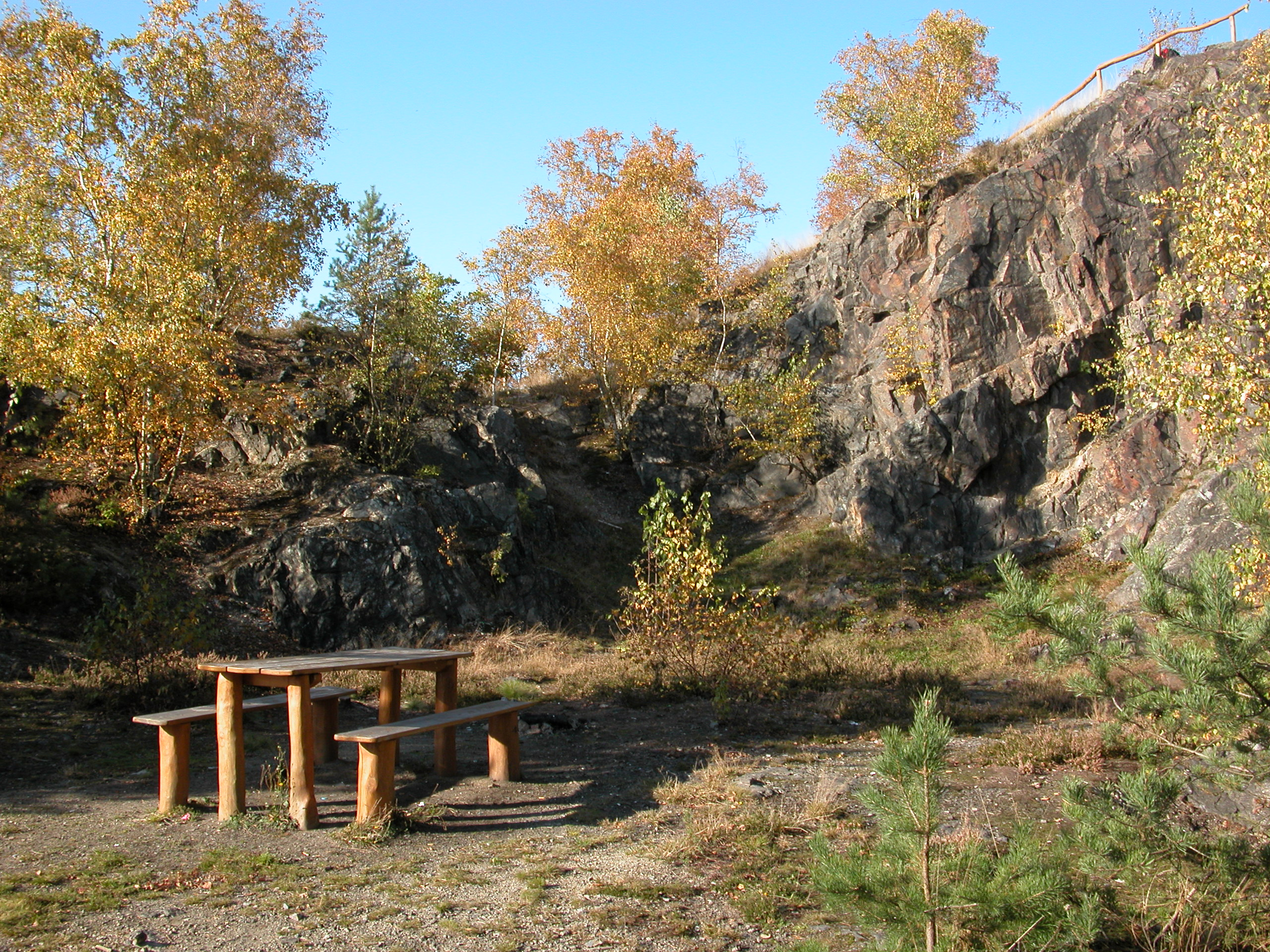
Návrší Křemenáč

Návrší bylo osídleno již ve třetím tisíciletí před naším letopočtem, tedy v období eneolitu. Zdejší osídlení je doloženo řadou archeologických nálezů, ke kterým patří spilitová sekerka, buližníkové čepelky, mazanice a zlomky keramiky. Fragment jednoho sekeromlatu patří do období kultury se šňůrovou keramikou. Z mladšího období pravěku jsou nálezy z doby halštatské.